# 오리아나 사바티니
오리아나 가브리엘라 사바티니 풀롭(스페인어: Oriana Gabriela Sabatini Fulop, 1996년 4월 19일 ~ )은 아르헨티나의 배우, 가수, 모델이다.